# L'Homme qui venait d'ailleurs (film, 1976)
Pour l’article homonyme, voir L'Homme qui venait d'ailleurs.
Pour plus de détails, voir Fiche technique et Distribution.
L'Homme qui venait d'ailleurs (The Man Who Fell to Earth) est un film britannique réalisé par Nicolas Roeg, sorti en 1976, adapté du roman de Walter Stone Tevis, L'Homme tombé du ciel (The Man Who Fell to Earth) publié en 1963.

## Résumé
Thomas Jerome Newton (David Bowie) semble avoir survécu à un crash au Nouveau-Mexique et survit en vendant des alliances portant ses initiales jusqu’au jour où il entre en contact avec un avocat spécialisé dans la propriété intellectuelle Oliver V. Farnsworth (Buck Henry) : Newton lui soumet un certain nombre de brevets révolutionnaires dont par exemple le développement photographique instantané. Ils fondent ensemble la World Enterprises Corporation qui devient rapidement une entreprise à la pointe de la technologie. Pourtant Newton, qui a délégué les opérations à Farnworth, fait preuve d’un comportement excentrique et iconoclaste. Ainsi, lors d’une escapade dans un motel peu digne d’un multimillionnaire, à la suite d'un malaise dans l’ascenseur qui le mène à sa chambre, il fait la connaissance d’une femme de chambre un peu paumée et à la recherche d’affection, Mary-Lou (Candy Clark) qui s’éprend instantanément de lui. Ensemble,  ils passent leurs journées à boire (ce qui déclenche chez lui d’étranges hallucinations) et à faire l’amour. Mais bientôt Newton se comporte de manière de plus en plus étrange, passant ses journées à regarder plusieurs télévisions simultanément. Tout bascule quand Newton décide que toutes les activités du groupe doivent à présent se concentrer sur la conquête spatiale et la fabrication d’un vaisseau interstellaire. Pour cela, il recrute un universitaire à la dérive spécialisé dans l’énergie, Nathan Bryce (Rip Torn).
Alors qu'il vit à présent reclus avec Mary-Lou au bord d’un lac isolé, à proximité de son chantier, et avec pour seul voisin le professeur Bryce, Newton se laisse plus ou moins volontairement démasquer : il est en fait un humanoïde extra-terrestre venu sur terre pour trouver un moyen d’acheminer de l’eau sur sa planète en phase finale de désertification. La vie de sa femme et de ses deux enfants en dépend. Alors que le projet de navette spatiale touche à sa fin et devient fortement médiatisé, le gouvernement américain prend ombrage des succès de la World Enterprises et charge les services secrets d’y mettre un terme. Newton est enlevé et rapidement démasqué tandis que Farnworth est « suicidé » avec son compagnon et la société intégralement démantelée. Newton est séquestré dans un hôtel aménagé en villa et constamment incité à boire pour supporter l’isolement. Il fait l’objet d’une multitude de tests biologiques dont il gardera des séquelles indélébiles : ses lentilles humaines deviendront définitives à la suite d'examens malencontreux. Après de nombreuses années d’enfermement, profitant d’une baisse de vigilance de ses gardes et, visiblement, d’un désintérêt croissant, il parvient à s’enfuir. C’est le professeur Bryce qui, de nombreuses années plus tard, alors qu’il vit avec Mary-Lou devenue alcoolique, retrouve la trace de Newton. En effet, ce dernier a, par dépit, enregistré un 33T dans l’espoir qu'il passera à la radio et que sa femme - qui, parfois, écoutait la radio terrienne - un jour, l’entendra. Newton, qui ne montre aucun signe de vieillissement, vit dans la clandestinité, résigné, noyant son échec dans une consommation d’alcool compulsive.

## Fiche technique
- Titre : L'Homme qui venait d'ailleurs
- Titre original : The Man Who Fell to Earth
- Réalisation : Nicolas Roeg
- Scénario : Paul Mayersberg, d'après le roman L'Homme tombé du ciel, de Walter Tevis
- Production : Michael Deeley, Si Litvinoff (en), John Peverall et Barry Spikings
- Musique : John Phillips et Stomu Yamashta
- Photographie : Anthony B. Richmond
- Montage : Graeme Clifford
- Décors : Brian Eatwell
- Costumes : May Routh
- Pays de production : Royaume-Uni
- Budget : 1,5 million $[1]
- Format : Couleurs - 2,35:1 - Stéréo - 35 mm
- Genre : Drame, science-fiction
- Durée : 139 minutes
- Dates de sortie : 26 mai 1976 (Pays-Bas), 28 mai 1976 (États-Unis), 6 juillet 1977 (France)
- Film interdit aux moins de 12 ans lors de sa sortie en France

## Distribution
- David Bowie (VF : Jean-Pierre Leroux) : Thomas Jerome Newton
- Rip Torn (VF : Georges Aminel) : Nathan Bryce
- Candy Clark (VF : Arlette Thomas) : Mary-Lou
- Buck Henry : Oliver Farnsworth
- Bernie Casey : Peters
- Jackson D. Kane : le professeur Canutti
- Rick Riccardo : Trevor
- Tony Mascia : Arthur
- Linda Hutton : Elaine
- Hilary Holland : Jill
- Adrienne Larussa : Helen
- Lilybelle Crawford : le propriétaire de la bijouterie
- Richard Breeding : le réceptionniste
- Albert Nelson : le serveur
- Peter Prouse : l'associé de Peters

## Autour du film
- Le tournage s'est déroulé à Alamogordo, Albuquerque, Artesia, Jemez Springs, Madrid, Manzano Mountains et Roswell, au Nouveau-Mexique.
- Le roman de Walter Tevis fut par la suite réadapté pour la télévision avec The Man Who Fell to Earth (1987) et pour le cinéma avec The Man Who Fell to Earth (2008).
- Pour le rôle de l'extraterrestre, le cinéaste avait tout d'abord pensé à Michael Crichton.
- C'est en visionnant le documentaire Cracked Actor d'Alan Yentob que Nicolas Roeg a été convaincu de prendre David Bowie dans le rôle de Thomas Jerome Newton[2].
- Dans la version originale, lors d'une scène, Mary-Lou demande « Tommy, Can You Hear Me? » (Tommy, est-ce que tu m'entends ?), qui est une référence à la chanson homonyme issue de l'opéra-rock Tommy (1969).
- Il était prévu par contrat que Bowie écrive la musique du film. Des problèmes contractuels ou, plus vraisemblablement, le fait que Nicolas Roeg n'ait pas voulu utiliser ce que Bowie avait enregistré, ont fait que le réalisateur a demandé à John Phillips de travailler à l'élaboration de la bande son du film.

## Bande originale
- Make the World Go Away, interprété par Jim Reeves
- Blue Bayou, interprété par Roy Orbison
- True Love, interprété par Bing Crosby et Grace Kelly
- Star Dust, interprété par Artie Shaw
- Hello Mary-Lou, interprété par John Phillips et Mick Taylor
- A Fool Such as I, interprété par Hank Snow
- Love is Coming Back, interprété par Geneviève Waïte
- Poker Dice, interprété par Stomu Yamashta
- Thirty-Three And A Third, interprété par Stomu Yamashta
- Mandala, interprété par Stomu Yamashta
- Wind Words, interprété par Stomu Yamashta
- One Way, interprété par Stomu Yamashta
- Memory of Hiroshima, interprété par Stomu Yamashta
- Songs of the Humpback Whale, interprété par Frank Watlington
- Boys From the South, interprété par John Phillips
- Rhumba Boogie, interprété par John Phillips
- Blue Grass Breakdown, interprété par John Phillips
- Blueberry Hill, interprété par Louis Armstrong
- Enfantillages pittoresques, interprété par Frank Glazer
- Try To Remember, interprété par The Kingston Trio
- Silent Night, interprété par Robert Farnon & His Orchestra
- Parker's Band, interprété par Steely Dan
- The Hissing of Summer Lawns, interprété par Joni Mitchell
- Baby Come Back, interprété par Player
- Any Major Dude Will Tell You, interprété par Steely Dan

## Distinctions
- Nomination à l'Ours d'or, lors du Festival de Berlin en 1976.
- Saturn Award du meilleur acteur pour David Bowie.
- Nomination au Prix Hugo du meilleur film dramatique en 1977.
- Nomination au Saturn Award du meilleur film de science-fiction, par l'Académie des films de science-fiction, fantastique et horreur

## Suite du film
David Bowie imagine une suite au film. Elle prend la forme d'une comédie musicale Lazarus qui est jouée à Broadway fin 2015. C'est Michael C. Hall (Dexter) qui reprend son rôle.